# Wu wei

Il Taijitu, uno dei principali simboli del Taoismo.

Il Wu wei (cinese: 無爲; cinese tradizionale e giapponese: 無為; cinese semplificato: 无为; pinyin: wú wéi; coreano: 무위; vietnamita: Vô vi) è un importante precetto del Taoismo che riguarda la consapevolezza del quando agire e del quando non agire. Wu può essere tradotto come non avere; wei con azione. Il significato letterale è quindi senza azione o meglio non azione. È parte fondamentale della regola wei wu wei (azione senza azione, agire senza sforzo).
Lo scopo del wu wei è il mantenimento di un perfetto equilibrio, o armonia con il Tao, e quindi con la natura.

## Origini

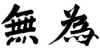
Wu wei scritto in cinese tradizionale.

Nei primi testi taoisti, wu wei è spesso associato con l'acqua: anche se l'acqua è leggera e debole, essa ha la capacità di erodere lentamente la roccia, in mandarino 水滴石穿, antico proverbio cinese tratto dal libro degli Han, di cui, tale insegnamento è stato tramandato dallo scrittore Mei Sheng 枚乘, equivalente della locuzione latina gutta cavat lapidem, letteralmente "la goccia perfora la pietra". L'acqua è compatta e rimane sempre uguale a sé stessa, a differenza del legno, la pietra o qualsiasi altro materiale che può essere suddiviso in pezzi. Essa può tuttavia riempire qualsiasi contenitore, assumere qualsiasi forma, andare dovunque, anche nei buchi più piccoli.
(Parole attribuite a Laozi)
Quando si suddivide in tante gocce, l'acqua ha ancora la capacità di riunirsi.

## Pratica
L'obiettivo del Wu Wei è quello di mantenere gli esseri umani in armonia con la natura, affinché il mondo segua la sua naturale evoluzione. Per fare questo non si deve ambire ad azioni troppo grandi o complesse. Queste azioni, se irrealizzabili, saranno solamente causa di sofferenza e sentimenti negativi. Applicando il wu wei invece si è  consapevoli di dover fare scelte razionali nella propria vita, procedendo a piccoli passi. Quando una persona coltiva le leggi del Tao, aumenta il proprio stato di armonia con la natura, e, come afferma il filosofo taoista Zhuāngzǐ, raggiunge lo stato di Ming, o chiarezza. È allo stato di Ming che deve applicare il wu wei, agendo solo quando deve agire, in modo da non sconvolgere gli equilibri del Tao.